# David Elazar
David "Dado" Elazar (Sarajevo, 27 augustus 1925 – Jeruzalem, 15 april 1976) was een Israëlisch militair. Hij was van 1972 tot 1974 opperbevelhebber van het Israëlische defensieleger (IDF). Hij werd gedwongen ontslag te nemen omdat het Israëlische leger niet voldoende was voorbereid in aanloop naar de Jom Kipoer-oorlog.

## Levensloop

### Vroege jaren
Elazar werd geboren in het Joegoslavië in een Sefardische familie. Hij emigreerde in 1940 via het programma van de Jeugdalijah naar Palestina en vestigde zich in de kibboets Ein Sjemer. Hij sloot zich aan bij de Palmach en vocht mee in de Israëlische onafhankelijkheidsoorlog, waarin hij onder andere deelnam bij de Slag om het klooster van Sint Simon in Jeruzalem. Elazar klom op in de rangen en kreeg het bevel over het HaPortzim-bataljon, onderdeel van de Harel Brigade.

### In het leger
Na de oorlog bleef Elazar in het leger. Hij kwam bij het pantserkorps en vocht mee in de Suezoorlog van 1956. Vervolgens was hij onderbevelhebber van het korps onder Haim Bar-Lev. In 1961 volgde Elazar hem op om vervolgens in 1964 bevelhebber te worden van het Noordelijke Commando. Tijdens de Zesdaagse oorlog was hij uitgesproken voorstander van de bezetting van de Golanhoogvlakte, die vervolgens in twee dagen op Syrië werd veroverd. Na de Zesdaagse oorlog trad Elazar toe tot de generale staf van het Israëlische defensieleger, om op 1 januari 1972 benoemd te worden tot opperbevelhebber van het IDF.

### Opperbevelhebber
In de eerste maanden in zijn nieuwe functie hield Elazar zich vooral bezig met de bestrijding van terrorisme. Op 30 mei 1972 vermoordde het Japanse Rode Leger vijfentwintig burgers op de internationale luchthaven Lod. Later dat jaar volgde de gijzeling en daarop de moord op een aantal Israëlische atleten tijdens de Olympische Spelen in München. In reactie daarop liet Elazar drie grote Palestijnse bases in Syrië en Libanon bombarderen. In de nacht van 9 op 10 april 1973 werden in Beiroet tientallen Palestijnse leiders door Israëlische commando's gedood. Twee maanden eerder had Elazar opdracht gegeven tot het neerschieten van een Libisch passagiersvliegtuig boven de Sinaïwoestijn, dat niet reageerde op oproepen. Later bleek dat het vliegtuig navigatieproblemen had. Meer dan honderd passagiers verloren het leven.

### Jom Kipoer-oorlog

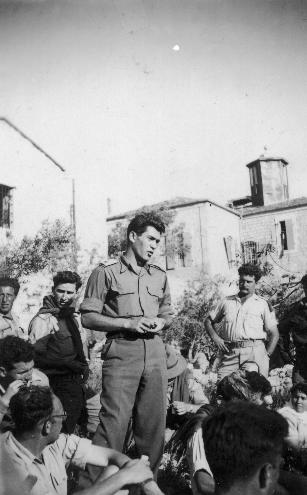
David Elazar spreekt leden van de Harel-brigade toe (1948).

Het Israëlisch defensieleger kondigde op 27 mei 1973 de noodtoestand uit, in reactie op Egyptische troepenbewegingen. Toen bleek dat het om een oefening ging werd de noodtoestand ingetrokken. Deze gebeurtenis had grote invloed op de generale legerstaf, omdat de verwachting vanaf dat moment was dat Egypte niet tot oorlog zou overgaan. Later bleek dat Egypte bewust zulke oefeningen hield om Israël op het verkeerde been te te zetten.
De legers van Egypte en Syrië verkeerden op 1 oktober 1973 in hoge staat van paraatheid. De Israëlische inlichtingendiensten dachten niet dat de landen tot oorlog zouden overgaan en het IDF verzuimde voorzorgsmaatregelen te nemen. Pas in de ochtend van 6 oktober, op de heiligste Joodse feestdag Jom Kippoer, was Elazar er van overtuigd dat de buurlanden tot de aanval zouden overgaan. Hoofd van de inlichtingendienst Eli Zeira en minister van Defensie Moshe Dayan achtten die kans nog steeds klein. Dayan weigerde het verzoek van Elazar om alle reserves op te roepen en om Israëlische gevechtsvliegtuigen een preventieve aanval uit te laten voeren. Elazar besloot op eigen gezag een deel van de reserves toch op te roepen.
Om 2 uur in de middag vielen de legers van Egypte en Syrië aan. In eerste instantie boekten zij veel terreinwinst. Een Israëlisch tegenoffensief in de Sinaï mislukte en de Israëlische luchtmacht leed zware verliezen. Elazar wist zijn hoofd koel te houden en bleef optimistisch, in tegenstelling tot veel politieke leiders. Zo vreesde Moshe Dayan voor het einde van de Israëlische staat. Elazar botste wel met verschillende legerleiders. Zo verving hij majoor-generaal Samuel Gonen, hoofd van het Zuidelijke Commando, voor de voormalige opperbevelhebber Haim Bar-Lev. Ook benoemde hij de gepensioneerde generaals Rehavam Zeevi en Aharon Yariv als speciale adviseurs.
Tien dagen na het begin van de oorlog was het meeste terrein teruggewonnen. In Syrië rukte Israëlische troepen op en het Egyptische Derde Leger was omsingeld in de Sinaï. Dankzij generaal Ariel Sharon namen Israëlische troepen ook posities in ten westen van het Suezkanaal. Toch voelde oorlog voor Israël allerminst als een overwinning. Het land was compleet verrast, met meer dan 2.500 doden tot gevolgen en het verlies van veel zwaar militair materieel. Dit leidde door heel het land tot veel politieke verontwaardiging.
Na afloop van de oorlog werd er een onderzoekscommissie ingesteld onder leiding van Shimon Agranat, opperrechter van het Israëlisch Hooggerechtshof. In een tussentijdse rapportage van 1 april 1974 verscheen werd opgeroepen tot het ontslag van Elazar als opperbevelhebber en het vertrek van Eli Zeira als hoofd van de inlichtingendienst. Elazar werd persoonlijk verantwoordelijk gehouden voor de beoordeling van de situatie en de onvoorbereide staat van het IDF.
Elazar diende direct zijn ontslag. Hij beklaagde zich er wel over dat er geen sancties getroffen werden tegen het politieke leiderschap. Bovendien vond hij het onterecht dat zijn optreden tijdens de oorlog niet in de beoordeling was meegenomen. Overigens traden zowel premier Golda Meïr en minister van Defensie Moshe Dayan anderhalf maanden later ook af. Twee jaar na zijn vertrek kreeg Elazar tijdens het zwemmen een hartaanval en overleed. Hij werd begraven op de Herzlberg in Jeruzalem.

### Postuum
Ook na zijn dood bleef er veel discussie rondom de persoon van Elazar. Het grote publiek accepteerde niet volledig de conclusie dat hij persoonlijk verantwoordelijk was voor de fouten die Israël maakte in aanloop na de oorlog. Elazar wordt bovendien geprezen voor een aantal beslissingen die hij nam tijdens de oorlog. Zo besloot hij de troepen die bij de Jordaanse grens lagen om een eventuele aanval van die kant tegen te houden in te zetten in het noorden, waardoor de snelle Syrische opmars gestopt werd. Een tweede beslissing waarvoor hij geprezen wordt, ook al leverde hem op het moment zelf veel kritiek op van zijn generaals, was om tegenaanvallen tegen Egyptische troepen op te schorten, totdat de Egyptenaren die zich ten oosten van het Suezkanaal hadden ingegraven, zelf tot de aanval overgingen. Daardoor kon de zogeheten Slag om de Sinaï worden uitgevochten op terrein wat het IDF beter lag.